# 5674 Wolff
5674 Wolff este un asteroid din centura principală de asteroizi.

## Descriere
5674 Wolff este un asteroid din centura principală de asteroizi. A fost descoperit pe 6 septembrie 1986 la Stația Anderson Mesa de Edward L. G. Bowell. El prezintă o orbită caracterizată de o semiaxă mare de 2,36 ua, o excentricitate de 0,17 și o înclinație de 1,7° în raport cu ecliptica.